# Whangamata
Whangamata est une station balnéaire de Nouvelle-Zélande, située dans la région de Waikato et le district de Thames-Coromandel, sur l'Île du Nord.

## Situation
Occupant un site privilégié sur la côte orientale de la péninsule de Coromandel, elle est bordée par la baie de l'abondance (bay of plenty). La conjugaison de forts courants, d'un banc de sable et de petites îles permettent la formation de puissantes déferlantes, faisant de la ville la « capitale néo-zélandaise du surf » fréquentée par de nombreux amateurs de ce sport. Plusieurs spots de surf sont ainsi situés à Whangamata ainsi que dans les environs (plages de Onemana, Whiritoa et Opoutere notamment).
Le centre-ville s'étend sur une presqu'île bordée par les rivières Moana Anu Anu et Otahu. Sa façade orientale est occupée par deux larges plages ouvertes sur la baie de l'abondance. Un banc de sable (The Bar) et un archipel (Îles Hauturu, Whenuakura et Rawengaiti) sont situés au large.
La population de la ville était estimée à 3555 habitants lors du recensement de 2006. Elle peut croître de manière spectaculaire durant les vacances d'été, atteignant parfois  25 000 personnes au moment des fêtes de fin d'année.
Le site de Whangamata est longtemps occupé par les Hauraki Iwi, une tribu maori. Ce sont eux qui sont à l'origine du nom de la ville, signifiant « baie de l'obsidienne » en langue maori. Ce nom s'explique par la prolifération de fragments d'obsidienne arrachés aux îles volcaniques avoisinantes qui viennent s'échouer sur les plages de la région.
Les premiers colons européens semblent se fixer dans le courant du XIXe siècle. La ruée vers l'or de 1878 contribue à peupler la petite ville fondée quelques dizaines d'années plus tôt. Jusqu'aux années 1920, de nombreuses mines d'or sont exploitées dans les vallées de Parakawai et Wharekawa. À Waihi, certaines sont encore en activité aujourd'hui.